# فم التنين
فم التنين أو سحلبية فم التنين أو السيسم الماجوسي أو تِمُّ السَّمَكة (الاسم العلمي: Arethusa bulbosa)، هو النوع الوحيد في جنس الأريثوسا. تم تسمية الجنس على اسم نياد من الأساطير اليونانية. يختصر اسمه إلى Aret في المجلات التجارية.
تستوطن هذه السحلبية الأرضية والنادرة شرق أمريكا الشمالية من مانيتوبا شرقًا إلى نيوفاوندلاند وسانت بيير وميكلون جنوبًا إلى فرجينيا، مع تجمعات منعزلة في شمال ساسكاتشوان وكاروليناس.